# Йоганн Йоахім Кванц

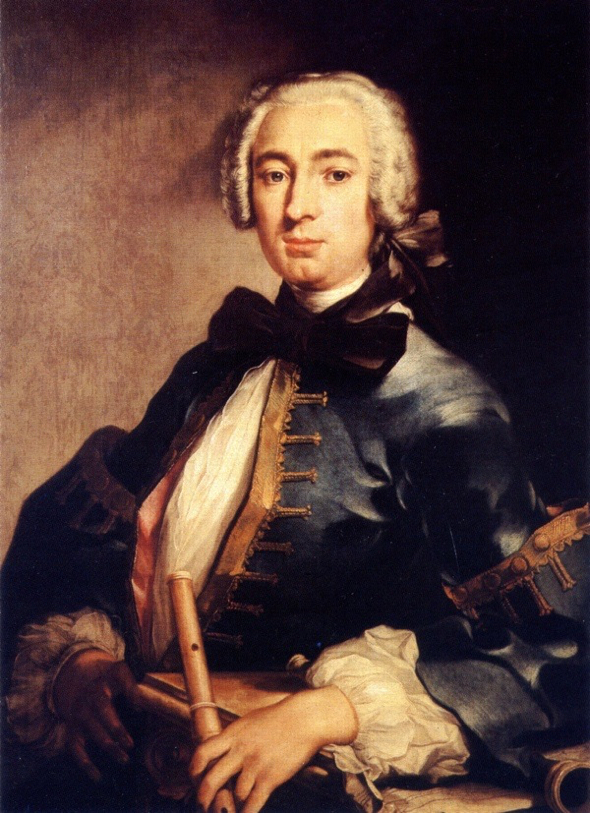
Йоганн Йоахім Кванц

Йоганн Йоахім Кванц (нім. Johann Joachim Quantz; 30 січня 1697, Шеден — 12 липня 1773, Потсдам) — німецький флейтист, композитор, інструментальний майстер, музикознавець.

## Біографія
Народився у Шедені п'ятою дитиною в сім'ї коваля. Після смерті обох батьків (1702 і 1707 рр.) вихованням хлопчика займався його дядько — Юстус Кванц, який був міським музикантом у Мерзебурзі, а також органіст Йоганн Фрідріх Кізеветтер. Дядько теж незабаром помер, і хлопчик продовжив своє навчання у його наступника Йоганна Фляйшхака. З 1714 року Кванц навчався у міському оркестрі Пірна грі на флейті, гобої, трубі і на кількох інших інструментах. Після закінчення навчання в 1716 році, отримав місце гобоїста і флейтиста в оркестрі міської капели Дрездена. З 1717 року навчався композиції у Відні.
У 1718 році перейшов як гобоїст у придворний оркестр Августа II, у складі якого часто їздив до Польщі. З 1724 по 1726 роки подорожував по Італії, де познайомився з Алессандро Скарлатті, почув Антоніо Вівальді й вивчав контрапункт, потім вирушив у Париж, а далі — у Лондон, де Гендель просив його залишитися.
У 1728 році став флейтистом у придворній капелі Саксонії у Дрездені (нім. Sächsische Staatskapelle Dresden), де познайомився з принцом Фрідріхом і почав давати йому уроки гри на флейті, які його батько (король Фрідріх Вільгельм I) відразу заборонив (одного разу Кванц навіть був змушений ховатися в шафі, коли батько вирішив проконтролювати неслухняного принца.)
В 1737 році Кванц одружився з Анною Розін Шиндлер, шлюб виявився невдалим . У 1741 році після того, як Фрідріх став королем Пруссії, він запропонував Кванцу на вигідних умовах стати придворним композитором і музикантом, на що Кванц погодився і залишився при дворі до кінця свого життя (його наступником став згодом Йоганн Вендлінг). Він давав уроки гри на флейті королю, керував придворним оркестром, писав музику, а також виготовляв інструменти за власними ескізами, за які щедро платив король. Колегою Кванца при дворі з 1738 по 1768 роки (у дещо нижчому статусі придворного клавесиніста), був відомий композитор Карл Філіпп Емануель Бах. Кванц мав можливість познайомитися і з Йоганном Себастьяном Бахом, який відвідував свого сина-композитора при дворі в 1747 році.

## Творчість
Йоганн Йоахім Кванц є автором понад 200 сонат для флейти, 300 концертів для флейти, 45 тріо-сонат, численних флейтових дуетів, тріо, квартетів, та інших творів. Трактат Кванца «Досвід настанов з гри на поперечній флейті» («Versuch einer Anweisung die Flöte traversiere zu spielen» (Берлін, 1752) став фундаментальним посібником з виконання музики бароко. Написав автобіографію (опублікована В. Марпургом), в якій цікаво описує стан музики в Німеччині в його час.
Серед нововведень Кванца в будові поперечної флейти були додаткові кільця, що подовжують або вкорочують інструмент — з їх допомогою можна було по-різному підлаштовувати інструмент, що було особливо актуально в епоху, коли частота «ля» не була стандартизована і могла різнитися в різних оркестрах. Кванц також додав до інструмента додатковий клапан мі-бемоль, який відрізнявся за строєм від клапана ре-дієз —  Кванц був прихильником нетемперованого строю.